# هلوخوف (ناحیه پروستییوف)
هلوخوف (به چکی: Hluchov) یک منطقهٔ مسکونی در جمهوری چک است که در ناحیه پروستییوو واقع شده‌است.
 هلوخوف ۵٫۳۶ کیلومتر مربع مساحت و ۳۴۷ نفر جمعیت دارد و ۳۲۴ متر بالاتر از سطح دریا واقع شده‌است.